# Tino Chrupalla
Tino Chrupalla, né le 14 avril 1975 à Weißwasser, est un homme politique allemand, membre du parti AfD dont il est le chef depuis 2019.
Il est membre du Bundestag depuis 2017.

## Biographie

### Situation personnelle
Tino Chrupalla est né le 14 avril 1975 à Weißwasser en Allemagne de l'Est et a passé son examen en tant que peintre en bâtiment et décorateur en 2003.
Il dirige une petite entreprise de BTP dans la région de Görlitz (Saxe).

### Parcours politique
Tino Chrupalla rejoint dans les années 1990 les Jeunesses chrétiennes-démocrates, liées à la CDU. Il adhère en 2015 au parti d’extrême droite Alternative pour l'Allemagne (AfD) dont il gravit rapidement les échelons. Il est élu député en 2017 en battant Michael Kretschmer, le candidat de la CDU.

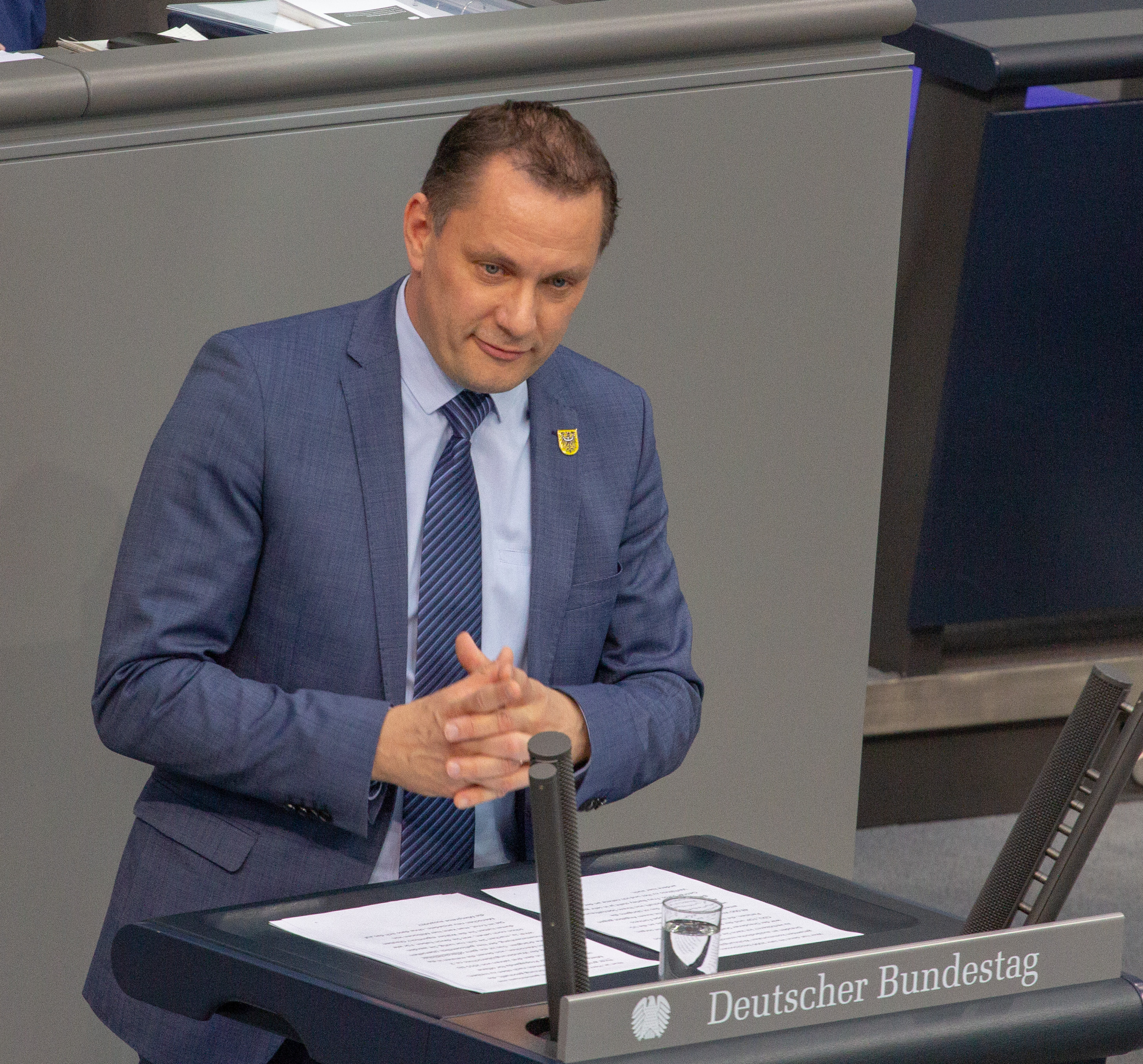
Tino Chrupalla au Bundestag en 2019.

Considéré comme un protégé de Steve Bannon, il est désigné en décembre 2019 porte-parole de l'AfD en binôme avec Jörg Meuthen. Représentant de l'aile dure du parti, proche de Björn Höcke, il appelle cependant les militants à éviter les « éléments de langage trop drastique » qui empêcheraient de s’ouvrir « à de nouveaux électorats, notamment les femmes ». La presse relève toutefois que lui-même employait pour évoquer l’immigration le terme « Umvolkung » (transformation ethnique), issu du vocabulaire nazi,.
Le 1er mars 2020, il est légèrement blessé alors qu'il tente d'éteindre sa voiture après que des inconnus y ont mis le feu. Des hommes politiques de plusieurs partis ont condamné cet acte de violence.
Lors du congrès d'avril 2021 de l'Afd, il demande à être désigné « tête d'affiche nationale » pour les élections législatives et critique durement le président du parti, Jörg Meuthen. Les tensions sont si fortes qu'elles pourraient conduire à une scission.
Il copréside l'Afd depuis 2019 avec Jörg Meuthen puis Alice Weidel.